# Zaltair
Le Zaltair est un faux ordinateur imaginé par Steve Wozniak, cofondateur d'Apple, à l'occasion de la première édition de la West Coast Computer Faire (en) et du dévoilement de l'Apple II en 1977. Wozniak, à l'aide de complices, a imprimé plusieurs milliers de prospectus pour le Zaltair, un ordinateur prétendument conçu par l'entreprise MITS et successeur de l'Altair 8800.
En raison de ses fortes capacités et de son prix modeste, le Zaltair a immédiatement été remarqué par les investisseurs et les concurrents. N'ayant jamais été découvert, Wozniak a tout dévoilé à Steve Jobs quelques années plus tard.

## Conception
En 1977, alors qu'Apple allait présenter l'Apple II à la West Coast Computer Faire (en), Steve Wozniak a l'idée d'inventer le Zaltair, en référence à l'Altair 8800 de MITS, absent au salon. À l'instar du Zilog Z80 nommé d'après l'Intel 8080, Wozniak a l'idée de rajouter un « Z ». Avec la complicité d'Adam Schoolsky, Wozniak embarque 2 000 brochures qu'ils disposent avec les véritables pubs promotionnelles,.
Rapidement, les spécialistes de la micro-informatique sont stupéfaits par les capacités du Zaltair qui contient deux fois moins de puces que ses concurrents et questionnent MITS à ce propos. Le Homebrew Computer Club découvre l'affaire et le représentant de MITS confisque les brochures pour que s'arrête le canular, mais, avec l'aide de Randy Wigginton et de Chris Espinosa, Wozniak et Schoolsky ammènent plus de brochures et les mélangent avec les vraies pubs et les dispersent dans tout le salon.
Le lendemain, Rod Holt (en) affirme qu'il s'agit d'un canular face à Steve Jobs qui croit réellement à l'existence du produit, mais MITS confirme que le Zaltair n'existe pas. Une semaine plus tard, Gordon French (en), cofondateur du Homebrew Computer Club, arrive chez Apple en pensant connaître le coupable : Gary Ingram cofondateur de Processor Technology (en). Wozniak révèle alors que les premières lettres de chaque mot de la citation sur le prospectus forment le nom « Processor Technology »,. Ce n'est que plusieurs années plus tard que Wozniak offre à Jobs un prospectus encadré pour son trentième anniversaire et lui avoue toute la supercherie.

## Caractéristiques techniques
Le prospectus présente les caractéristiques techniques du Zaltair et les compare avec les autres ordinateurs du marché, y compris ceux d'Apple. Le Zaltair est présenté comme plus puissant et moins cher que n'importe quel autre ordinateur de l'époque. Wozniak invente même un nouveau langage de programmation, le « BAZIC »,.